# Die Frau am Wege
Die Frau am Wege è un film del 1948 diretto da Eduard von Borsody.

## Produzione
Il film fu prodotto dalla Willy Forst-Filmproduktion GmbH.

## Distribuzione
La commissione di censura militare degli alleati rilasciò il visto di censura vietandolo ai minori di 16 anni.
Distribuito dalla Sascha-Verleih, il film uscì in prima a Vienna e, contemporaneamente, in Germania - distribuito dalla Emka-Filmverleih GmbH - il 12 ottobre 1948.